# São Domingos do Cariri
São Domingos do Cariri è un comune del Brasile nello Stato del Paraíba, parte della mesoregione di Borborema e della microregione del Cariri Oriental.